# Italiaans voetbalkampioenschap 1902
Het Italiaans voetbalkampioenschap 1902 was het vijfde kampioenschap (Scudetto) van Italië. Na één jaar onderbreking nam Genoa weer het heft in handen en greep de vierde titel. De teams werden in twee groepen verdeeld, een groep uit Piëmont en een voor Ligurië en Lombardije.
Audace Torino en Andrea Doria (uit Genua) namen voor het eerst deel. Verdedigend kampioen Milan was meteen geplaatst voor de finale. Voor Ginnastica Torino zou het meteen het laatste optreden worden.

## Kwalificatie

### Piëmont
| Team #1       | Res.            | Team #2           |
| ------------- | --------------- | ----------------- |
| FC Torinese   | 1 - 1           | Juventus          |
| Audace Torino | 5 - 2           | Ginnastica Torino |
| Juventus      | 6 - 0           | Audace Torino     |
| FC Torinese   | 2 - 0 (forfait) | Ginnastica Torino |
| FC Torinese   | 2 - 0           | Audace Torino     |
| Juventus      | 2 - 0 (forfait) | Ginnastica Torino |

Eindstand
|    | Team              | Ptn | Wed | W | G | V | DV | DT | +/− |
| -- | ----------------- | --- | --- | - | - | - | -- | -- | --- |
| 1. | FC Torinese       | 5   | 3   | 2 | 1 | 0 | 5  | 1  | +4  |
| 1. | Juventus          | 5   | 3   | 2 | 1 | 0 | 9  | 1  | +8  |
| 3. | Audace Torino     | 2   | 3   | 1 | 0 | 2 | 5  | 10 | −5  |
| 4. | Ginnastica Torino | 0   | 3   | 0 | 0 | 3 | 2  | 9  | −7  |

Play-off
| Team #1     | Res.  | Team #2  |
| ----------- | ----- | -------- |
| FC Torinese | 4 - 1 | Juventus |

### Ligurië & Lombardije
| Team #1   | Res.  | Team #2        |
| --------- | ----- | -------------- |
| Genoa CFC | 3 - 1 | Andrea Doria   |
| Genoa CFC | 2 - 0 | SEF Mediolanum |

## Halve Finale
Gespeeld op 6 april
| Team #1     | Res.       | Team #2   |
| ----------- | ---------- | --------- |
| FC Torinese | 3-4 (n.v.) | Genoa CFC |

## Finale
Gespeeld op 13 april
| Team #1   | Res.  | Team #2                       |
| --------- | ----- | ----------------------------- |
| Genoa CFC | 2 - 0 | Milan Cricket & Football Club |

## Winnend team
- Fausto Ghigliotti
- Enrico Pasteur II
- James Spensley
- Edoardo Pasteur I
- Passadoro
- Agar
- Henri Dapples
- P. Rossi
- Senft
- Salvadè
- Cartier
- Delamare en Schöller vielen in

Scudetto:
1898 ·
1899 ·
1900 ·
1901 ·
1902 ·
1903 ·
1904 ·
1905 ·
1906 ·
1907 ·
1908 ·
1909 ·
1909/10 ·
1910/11 ·
1911/12 ·
1912/13 ·
1913/14 ·
1914/15 ·
1915/16 · 1916/17 · 1917/18 · 1918/19 · 
1919/20 ·
1920/21 ·
1921/22 ·
1922/23 ·
1923/24 ·
1924/25 ·
1925/26 ·
1926/27 ·
1927/28 ·
1928/29

Serie A:
1929/30 ·
1930/31 ·
1931/32 ·
1932/33 ·
1933/34 ·
1934/35 ·
1935/36 ·
1936/37 ·
1937/38 ·
1938/39 ·
1939/40 ·
1940/41 ·
1941/42 ·
1942/43 ·
1944/45 ·
1945/46 ·
1946/47 ·
1947/48 ·
1948/49 ·
1949/50 ·
1950/51 ·
1951/52 ·
1952/53 ·
1953/54 ·
1954/55 ·
1955/56 ·
1956/57 ·
1957/58 ·
1958/59 ·
1959/60 ·
1960/61 ·
1961/62 ·
1962/63 ·
1963/64 ·
1964/65 ·
1965/66 ·
1966/67 ·
1967/68 ·
1968/69 ·
1969/70 ·
1970/71 ·
1971/72 ·
1972/73 ·
1973/74 ·
1974/75 ·
1975/76 ·
1976/77 ·
1977/78 ·
1978/79 ·
1979/80 ·
1980/81 ·
1981/82 ·
1982/83 ·
1983/84 ·
1984/85 ·
1985/86 ·
1986/87 ·
1987/88 ·
1988/89 ·
1989/90 ·
1990/91 ·
1991/92 ·
1992/93 ·
1993/94 ·
1994/95 ·
1995/96 ·
1996/97 ·
1997/98 ·
1998/99 ·
1999/00 ·
2000/01 ·
2001/02 ·
2002/03 ·
2003/04 ·
2004/05 ·
2005/06 ·
2006/07 ·
2007/08 ·
2008/09 ·
2009/10 ·
2010/11 ·
2011/12 ·
2012/13 ·
2013/14 ·
2014/15 ·
2015/16 ·
2016/17 .
2017/18 ·
2018/19 ·
2019/20 ·
2020/21 ·
2021/22 ·
2022/23 ·
2023/24 .
2024/25